# Дречешть
Дречешть, Дречешті (рум. Drăcești) — село у повіті Телеорман в Румунії. Входить до складу комуни Скурту-Маре.
Село розташоване на відстані 68 км на захід від Бухареста, 44 км на північ від Александрії, 113 км на схід від Крайови, 146 км на південь від Брашова.

## Населення
За даними перепису населення 2002 року у селі проживали 467 осіб, усі — румуни. Усі жителі села рідною мовою назвали румунську.